# 藤原孝道
藤原 孝道（ふじわら の たかみち、仁安元年（1166年） - 嘉禎3年10月22日（1237年11月18日））は、平安時代から鎌倉時代にかけての雅楽師。官位は従四位下木工権頭尾張守に至る。法名は義善房智観。
父は尾張守藤原孝定で、子息に正五位下右馬助孝時・正四位下刑部大輔尾張守孝行ら、女子に大外記中原師朝の室となり西園寺実兼の母を生んだ讃岐局がいる。
自らの幼少期の経歴を「七歳より百詠をよみ、九歳にて弓をひく、十一歳より笛をこしにさす、十四歳にてはじめて琵琶をまなぶ」と述懐している。琵琶を父と藤原師長に学び、やがて師長に仕え、木工頭楽所預となった。楽器の演奏・製作・修理いずれにも長じ、「管絃音曲の精微を窮す人也」と称された。『体源抄』が示す琵琶伝来の系譜によれば、妙音院太政大臣師長公の血脈を継ぎ、後高倉院・徳大寺公継・久我通光・法眼公審らに伝えた。西流の当主となり琵琶の秘事や口伝を『知国秘鈔』『残夜抄』などに書き記した。
若い頃に秘曲の「啄木」に執心した逸話がある。師長が孝道と同門の藤原定輔に「啄木」を伝授する約束をしたところ、孝道は食事を受け付けないほど病み衰え、見舞いに来た師長が孝道の意を体して「定輔には孝道の西流ではなく、源経信の桂流「啄木」を伝授する」と慰めると、孝道は見違えるように元気を取り戻したという（『古今著聞集』）。
後妻（仁和寺女房）所生の孝経を偏愛した。秘曲を孝時に伝授する琵琶灌頂を孝時が29歳になるまで渋り、晩年には孝時を勘当して嘗て譲った笛を奪還した上、相伝の秘譜・楽器・文書類をすべて後妻所生の孝経と播磨局に譲ったという。

## 参考資料
- 『大日本史料』5編11冊401頁